# Cardiochiles nigroclypeus
Cardiochiles nigroclypeus är en stekelart som beskrevs av Henry Lorenz Viereck 1905. Cardiochiles nigroclypeus ingår i släktet Cardiochiles och familjen bracksteklar. Inga underarter finns listade.